# Григорьян, Гамлет Мкртычевич
Гамлет Мкртычевич Григорьян — советский хозяйственный, государственный и политический деятель.

## Биография
Родился в 1909 году в Ахалцихе. Член КПСС.
С 1927 года — на хозяйственной, общественной и политической работе. В 1927—1973 гг. — ткач на фабрике «Порос», студент МАИ, инженерный и руководящий работник авиационной промышленности, заместитель заведующего, 1-й заместитель заведующего, заведующий Отделом по авиационному моторостроению Управления кадров ЦК ВКП(б), репрессирован, осуждён, старший инженер, заместитель начальника спецтехотдела завода № 45 МАП, освобождён, директор завода № 118/Московского приборостроительного завода «Авионика» Министерства авиационной промышленности СССР.
Умер после 1973 года.